# Óscar Carrera
Óscar Carrera Amandi (Tui, 9 maggio 1991) è un canoista spagnolo.

## Biografia
Ha rappresentato la Spagna ai Giochi olimpici estivi di Rio de Janeiro 2016 nella specialità del K4 1000 metri, dove ha concluso in quinta posizione in classifica con i connazionali Javier Hernanz, Rodrigo Germade e Íñigo Peña.

## Palmarès
| Anno | Manifestazione  | Sede           | Evento        | Risultato | Prestazione | Note |
| ---- | --------------- | -------------- | ------------- | --------- | ----------- | ---- |
| 2013 | Mondiali        | Duisburg       | K4 1000m      | 8°        | 3'02"238    |      |
| 2015 | Europei         | Račice         | K4 1000m      | Bronzo    | 2'58"572    |      |
| 2015 | Mondiali        | Milano         | K4 1000m      | 6°        | 2'59"308    |      |
| 2016 | Giochi olimpici | Rio de Janeiro | K4 1000 metri | 5°        | 3'06"768    |      |
| 2017 | Mondiali        | Račice         | K4 1000m      | 4°        | 2'54"076    |      |